# 菲尔·格里帕尔迪
菲尔·格里帕尔迪（英語：Phil Grippaldi，1946年9月27日—），美国男子举重运动员。他曾代表美国参加1971年和1975年泛美运动会举重比赛，获得一枚金牌和一枚银牌。他也曾参加1968年、1972年和1976年夏季奥运会。